# Grădina Botanică Națională Kirstenbosch
În umbra muntelui Masă din Cape Town, Africa de Sud se găsește una dintre cele mai frumoase grădini botanice din lume, Grădina Botanică Națională Kirstenbosch, parte a Regiunii Floristice Cape, care la rândul ei face parte din Patrimoniul Mondial UNESCO. În această rezervație naturală se găsesc peste 22.000 de specii native de plante, unele dintre ele fiind acoperite de sere din sticlă. De asemenea, aici se pot vedea celebrii copaci baobab sau „copacul butoi” și o varietate de plante folosite în scop medical care au fost grupate într-o grădină specială.

## Galerie

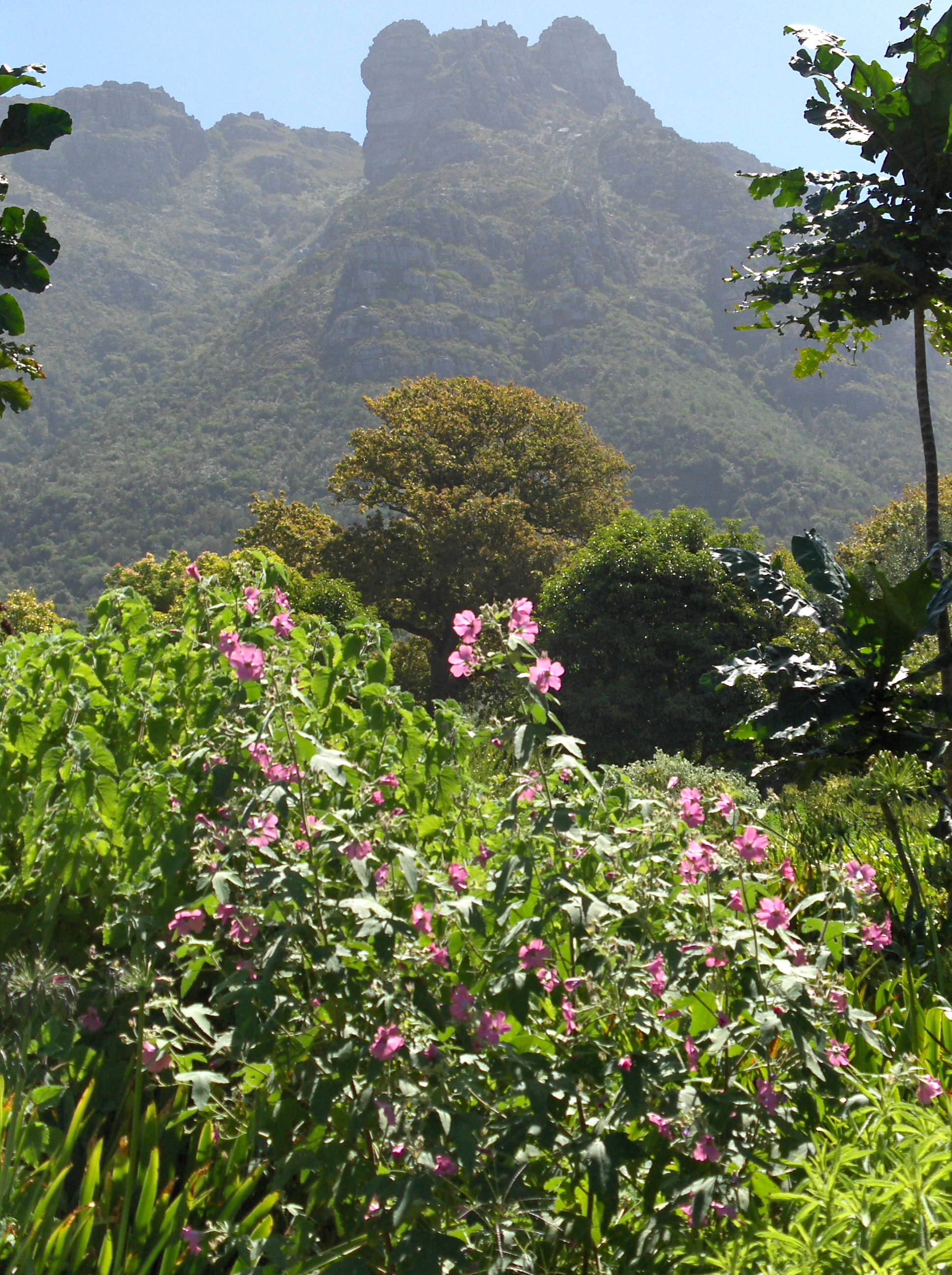
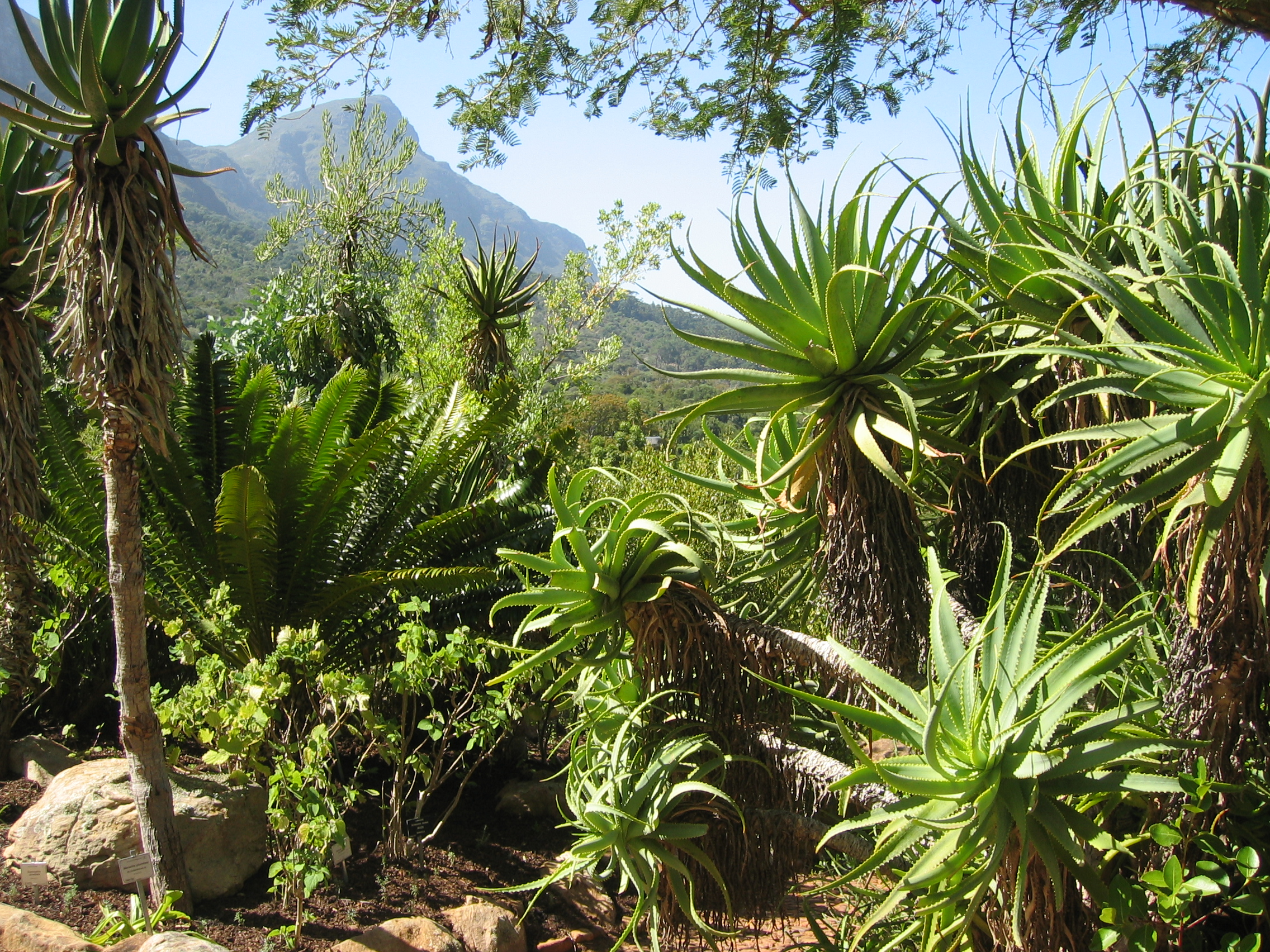
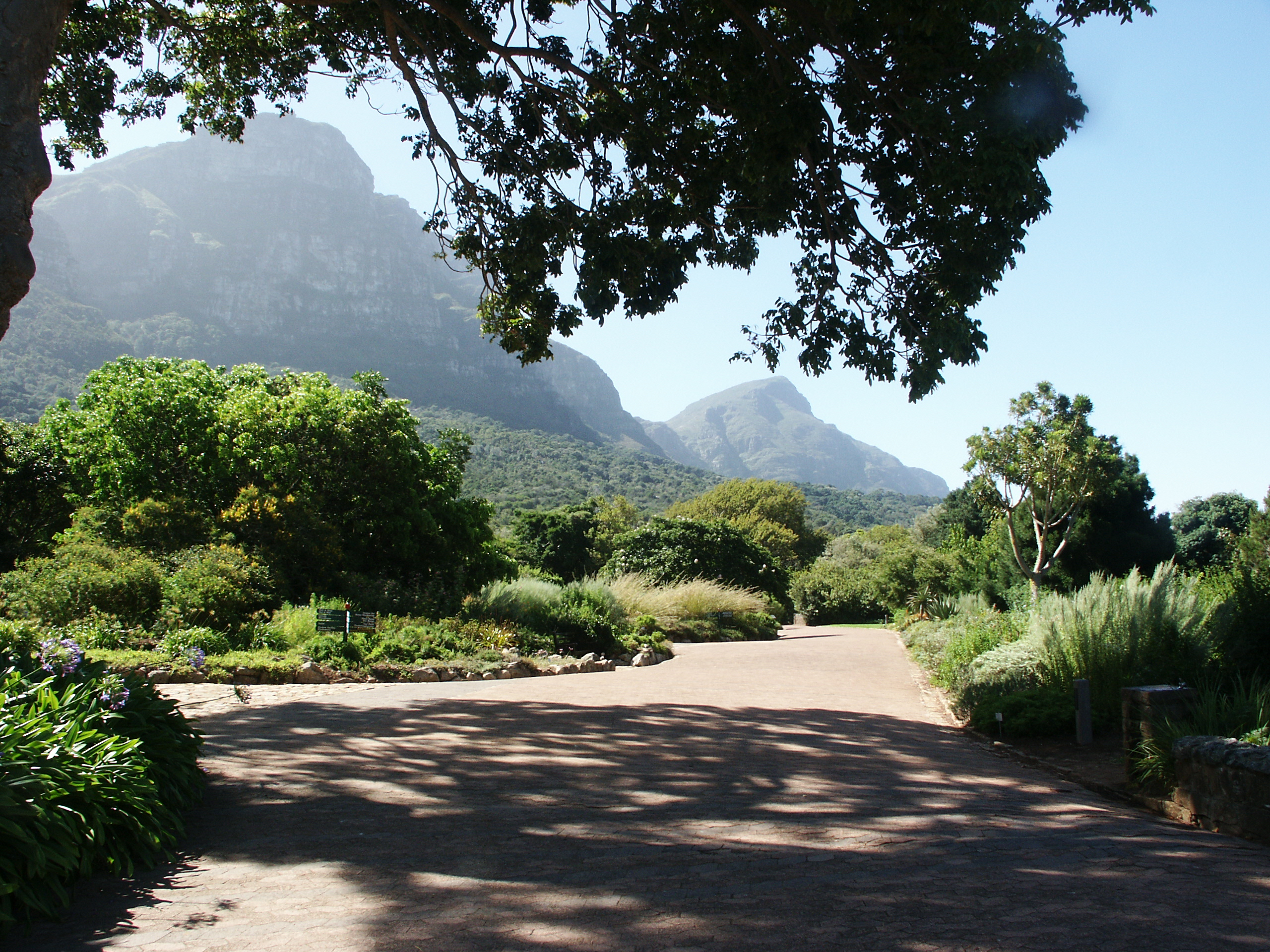
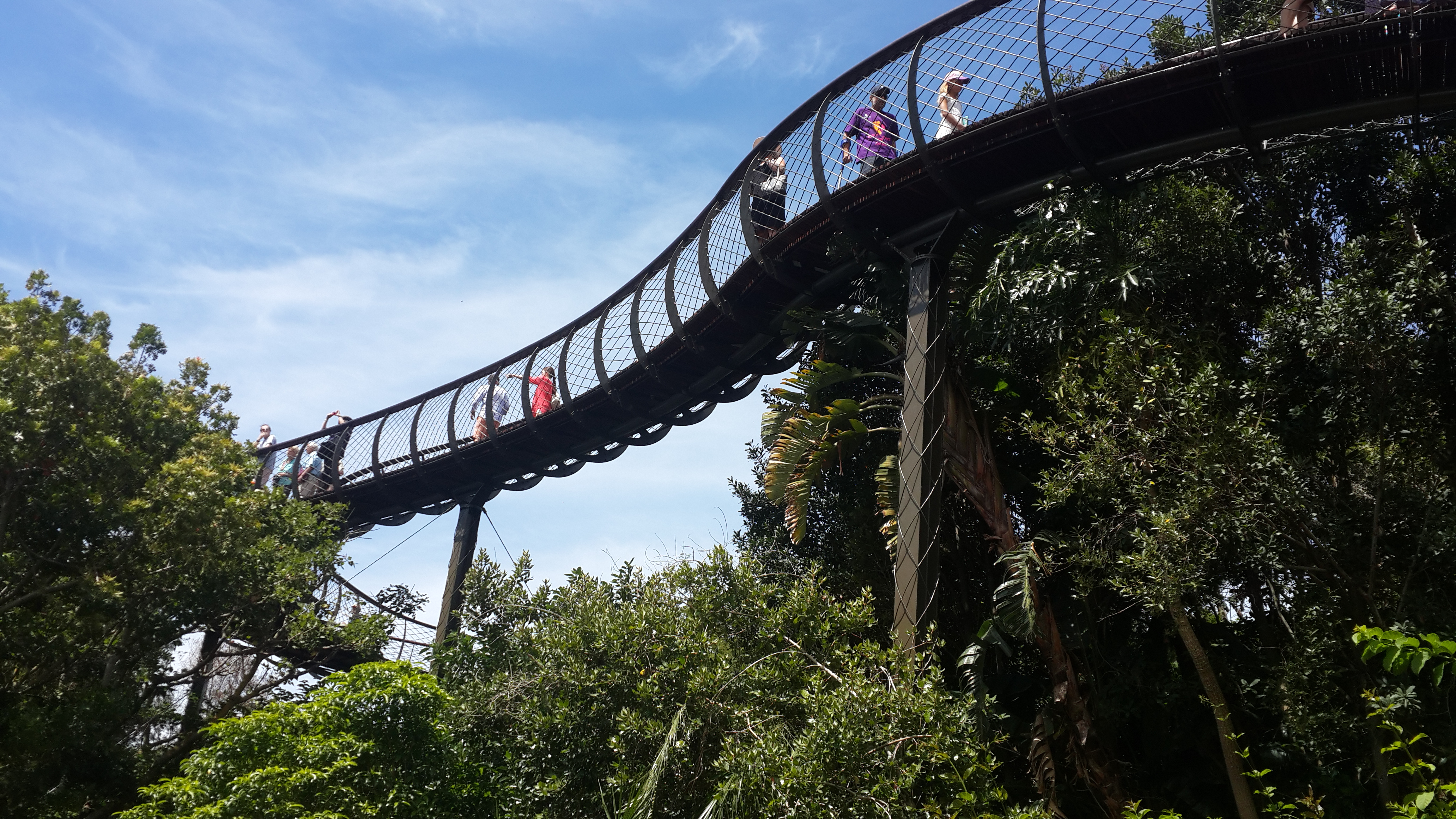
Boomslang, Pasarelă cu baldachin, Arboretum
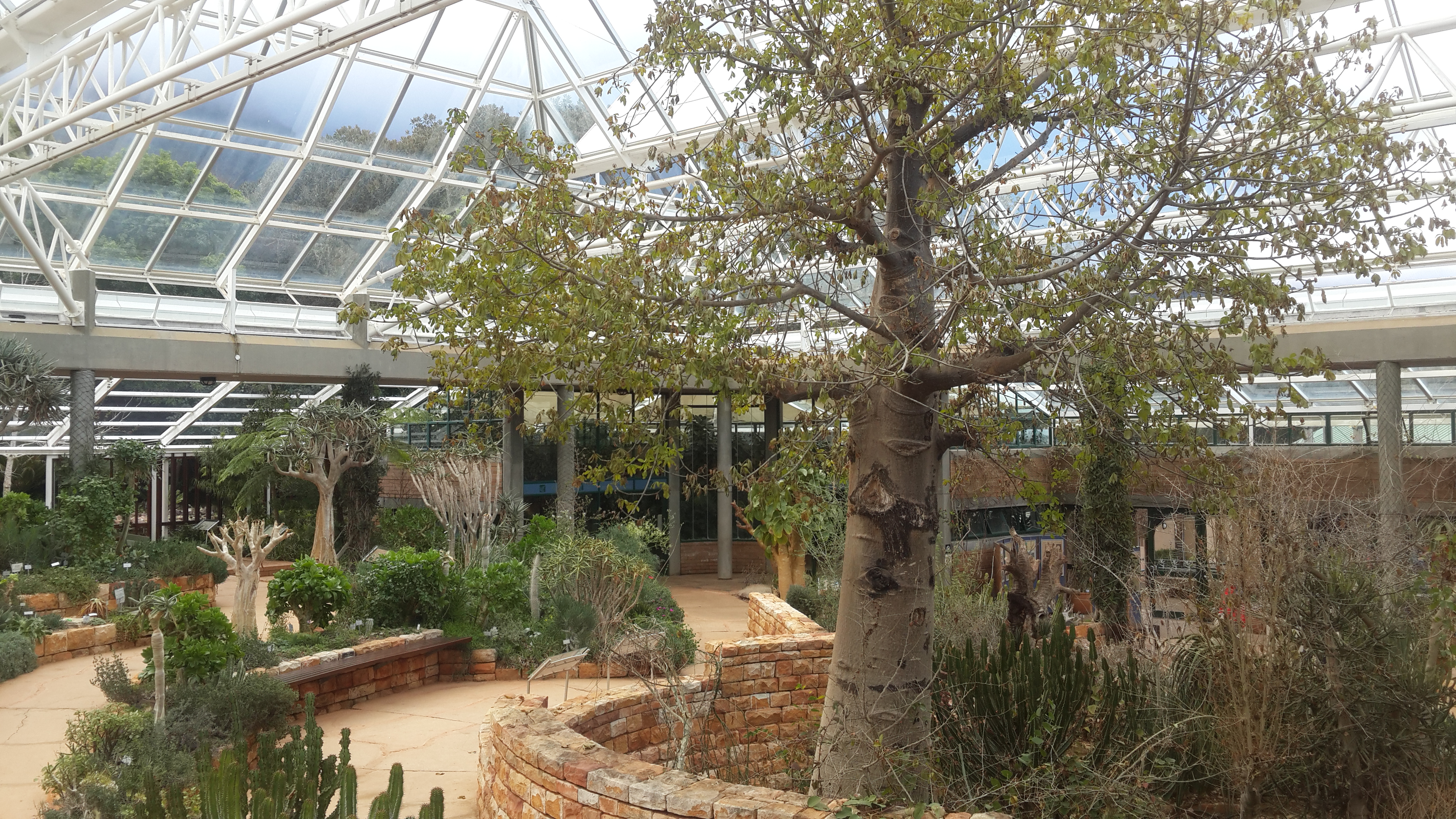
Conservatorul Societății Botanice
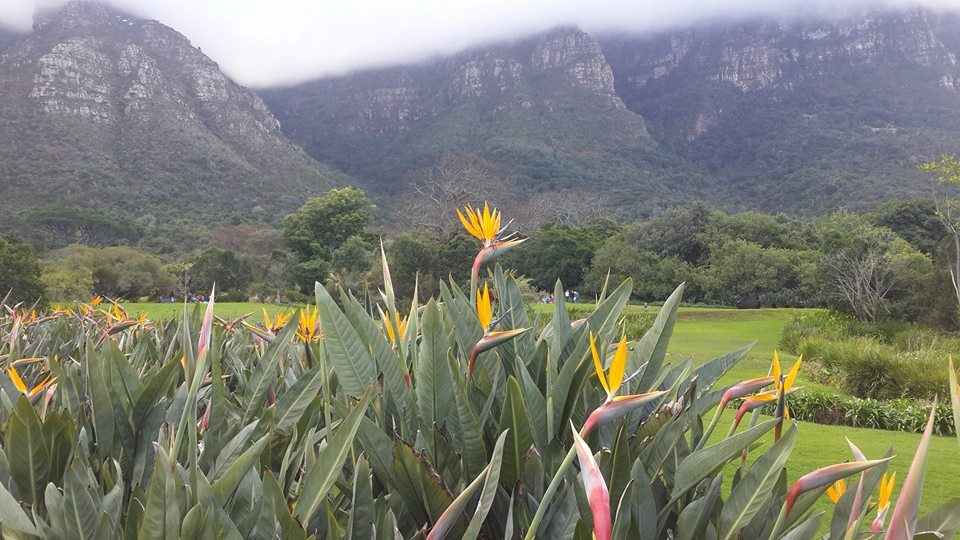
Strelitzia juncea
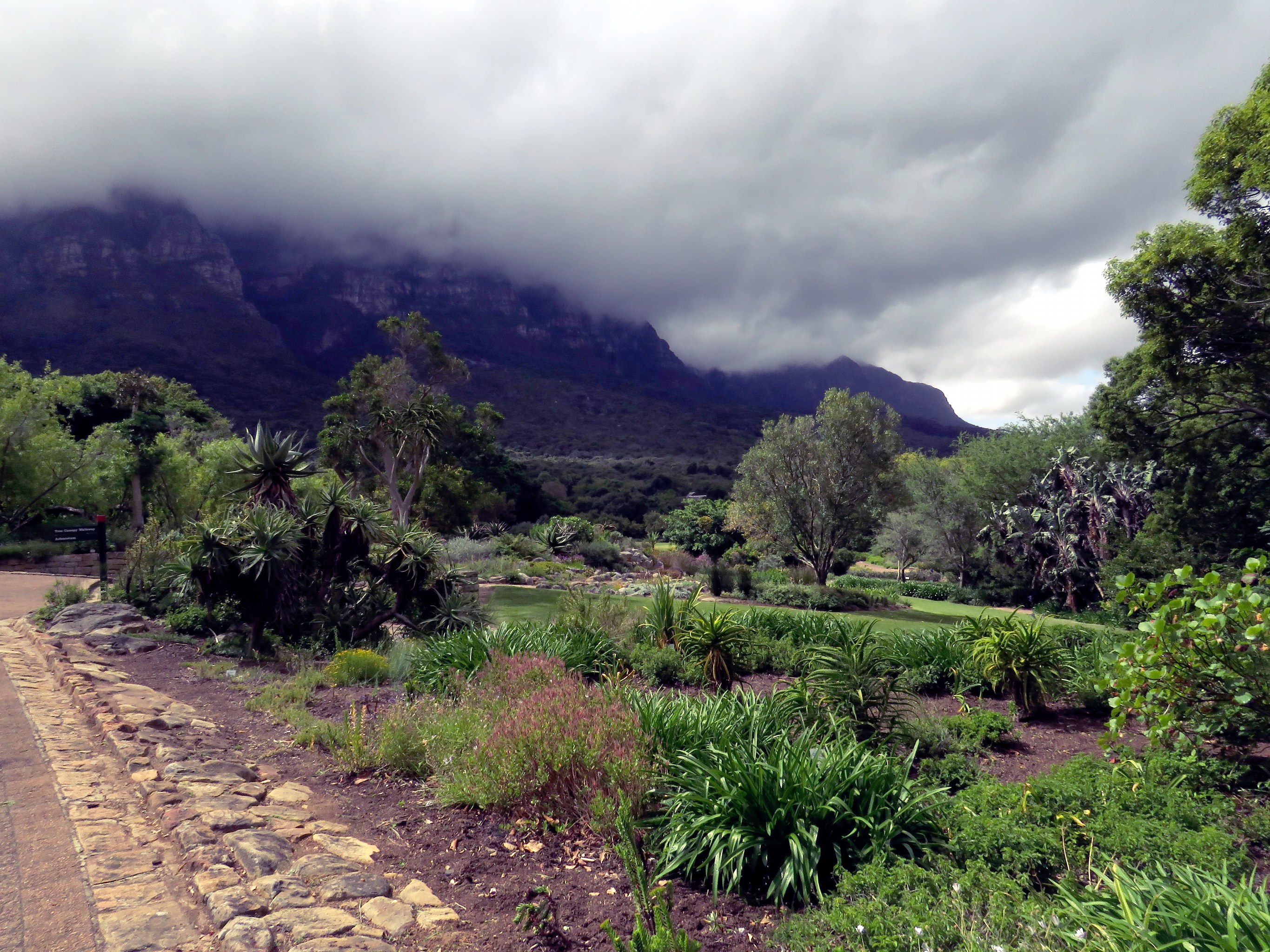
Muntele Masă este vizibil în fundal cu „fața de masă” a norilor care acoperă platoul muntelui.
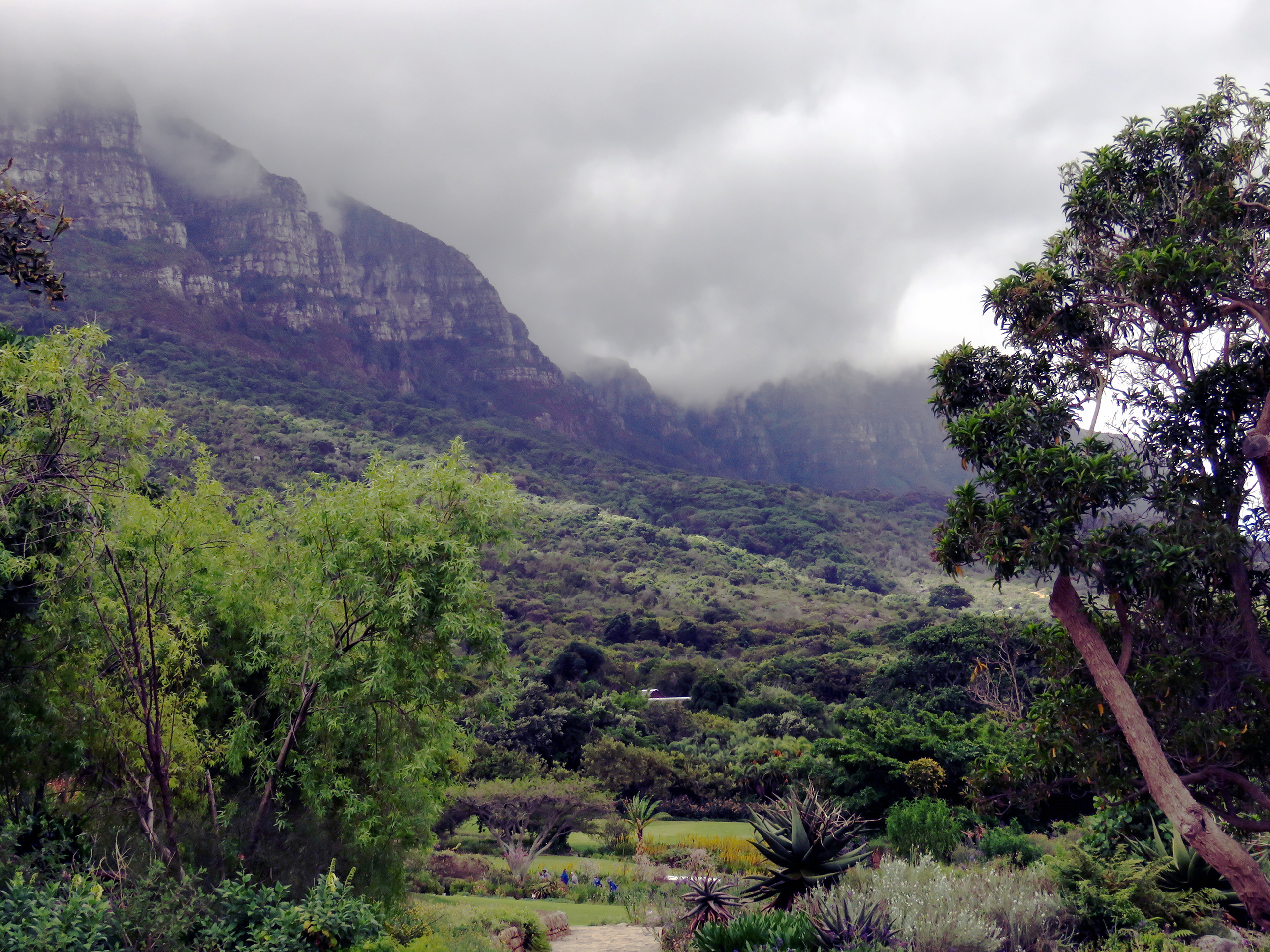
Marginea crăpată a Muntelui Masă este vizibilă în fundal.
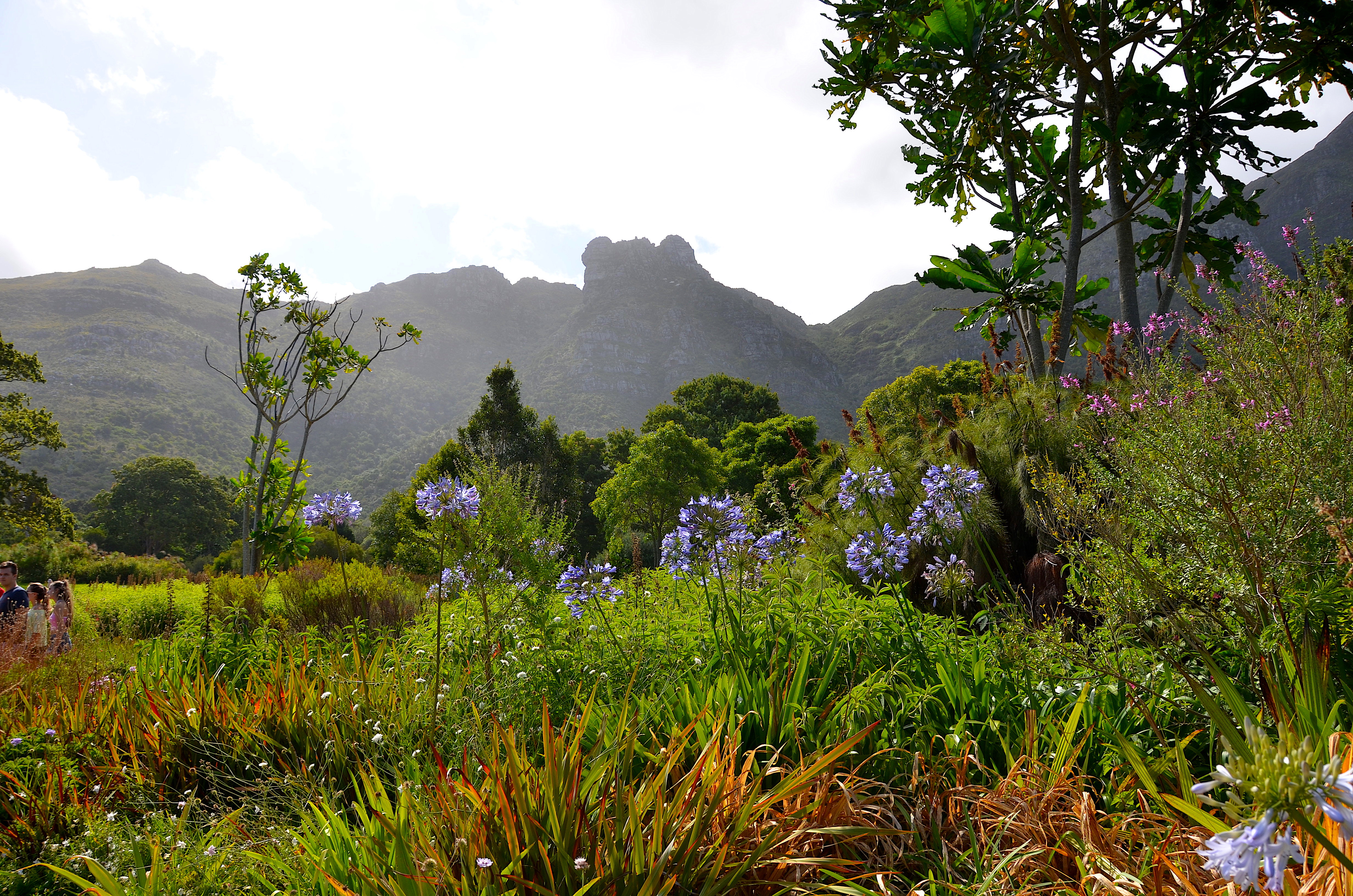
Kirstenbosch Cape Town (2017), vedere spre vest.
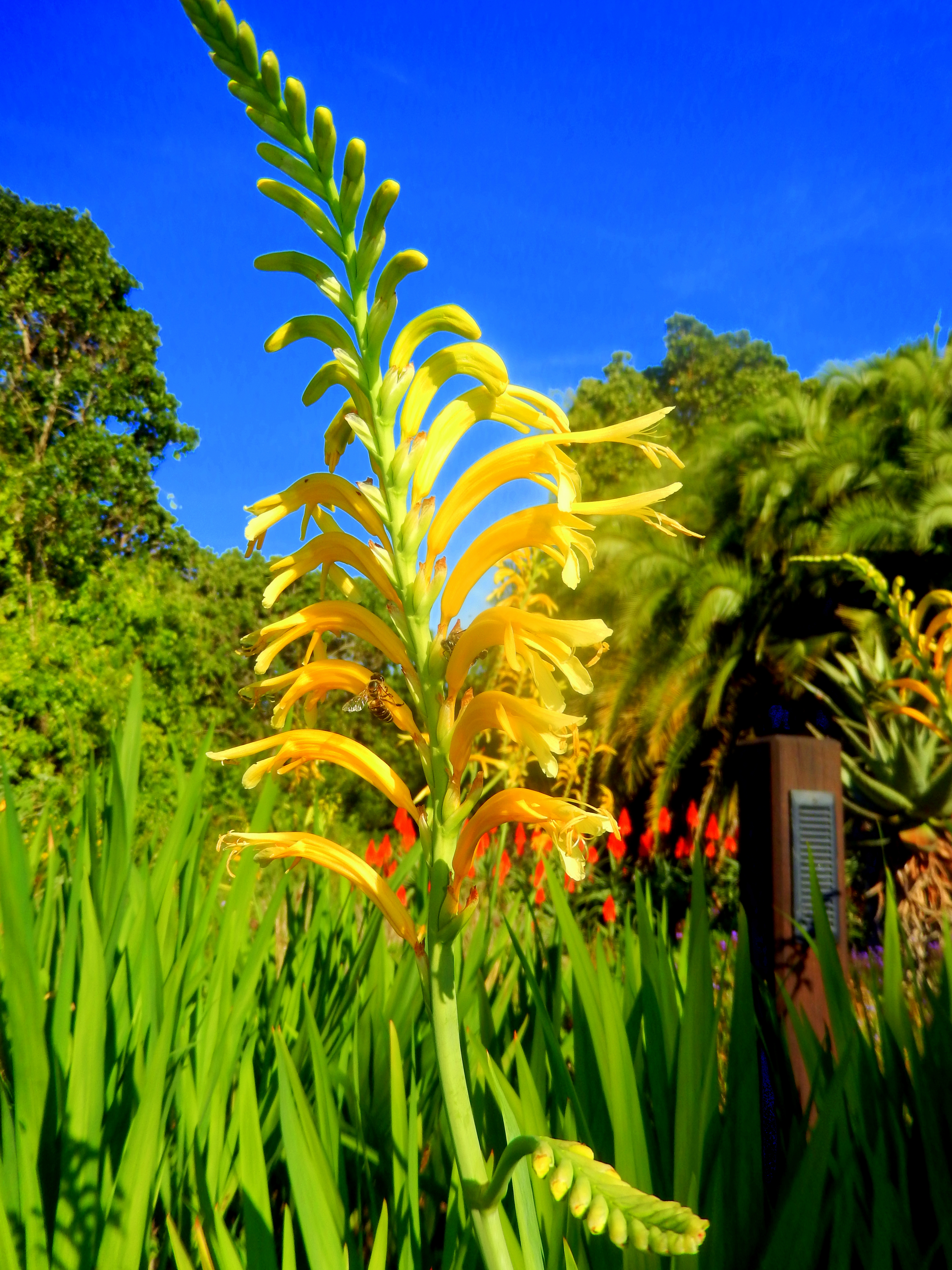
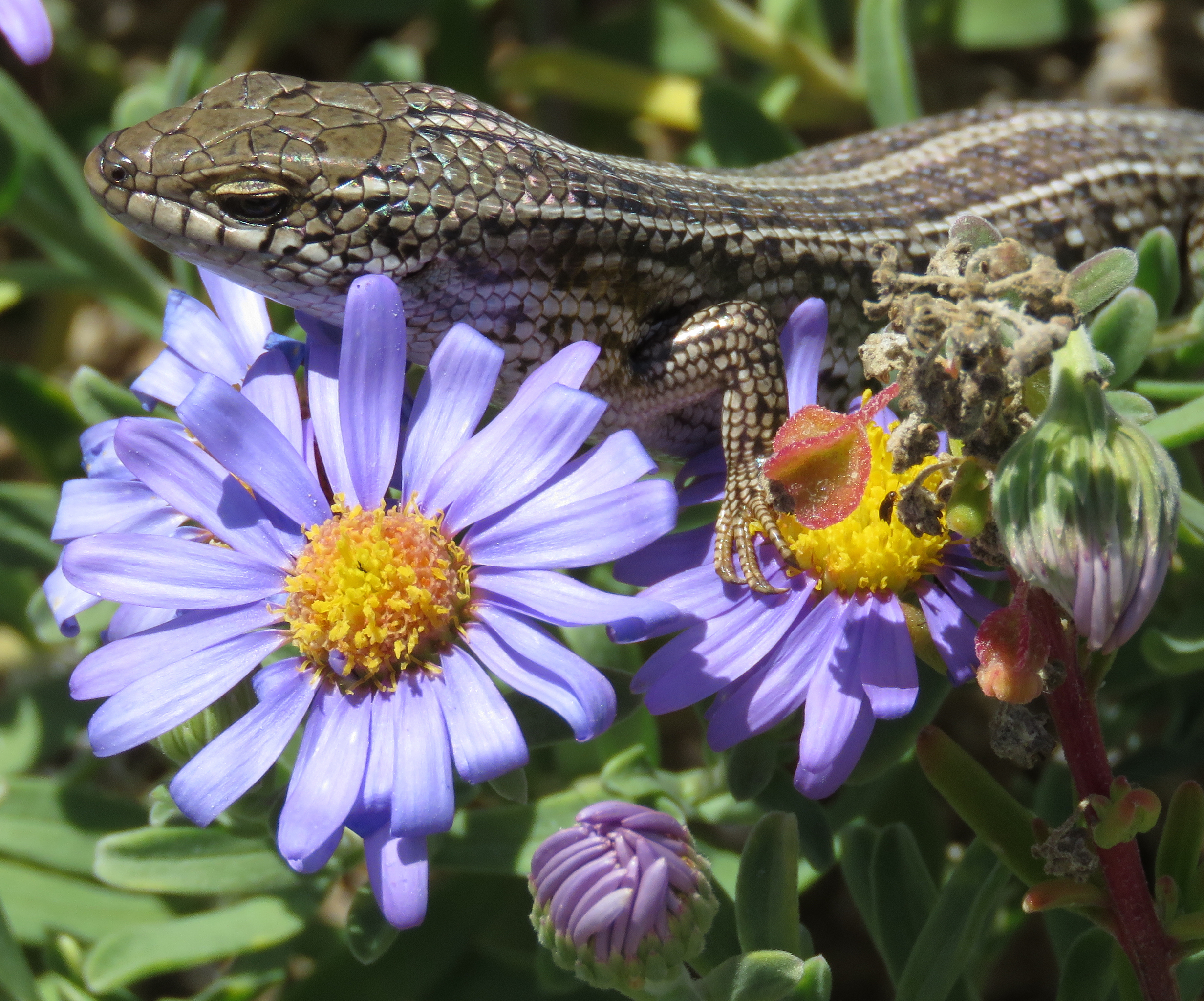
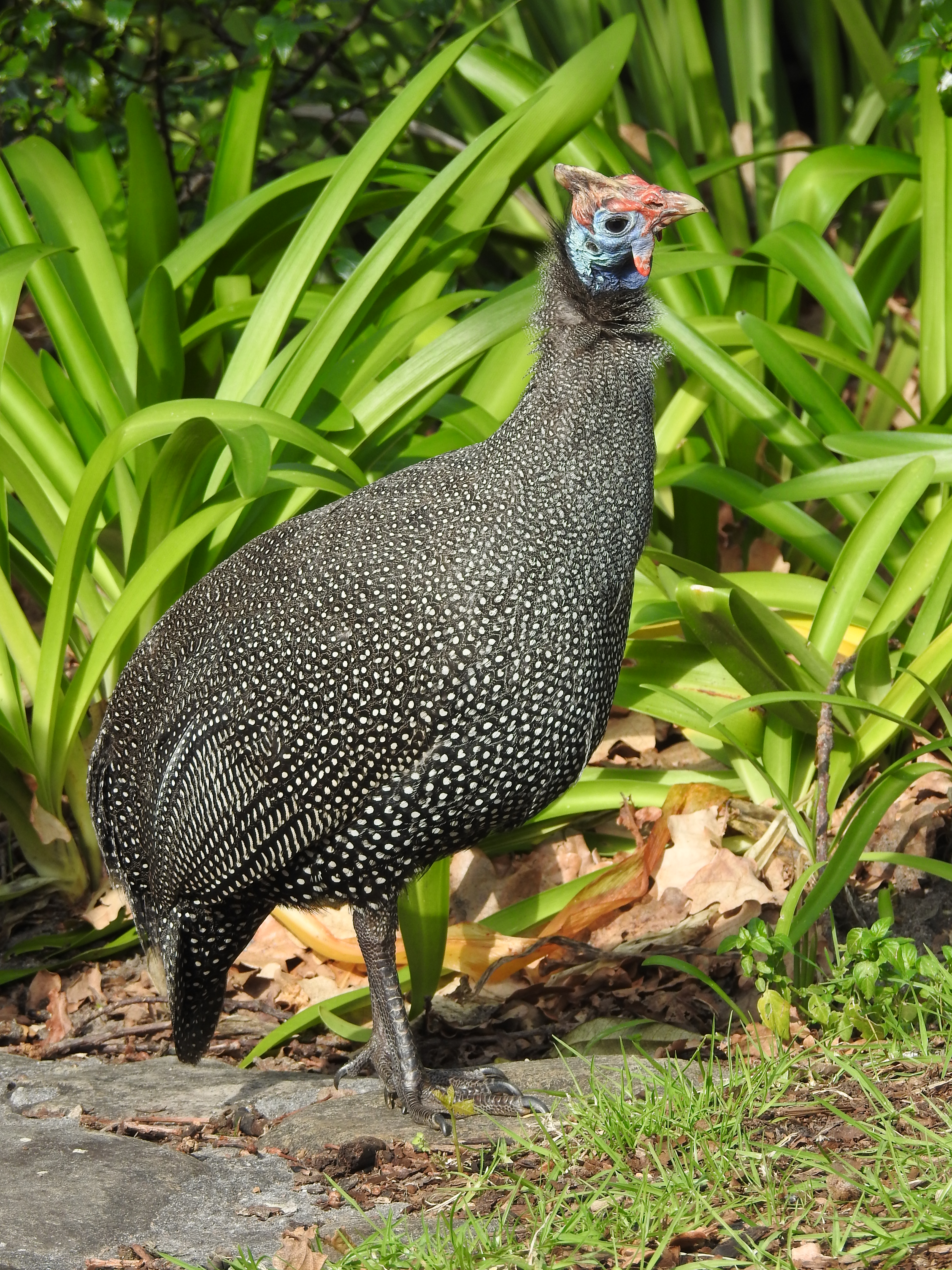
Bibilică
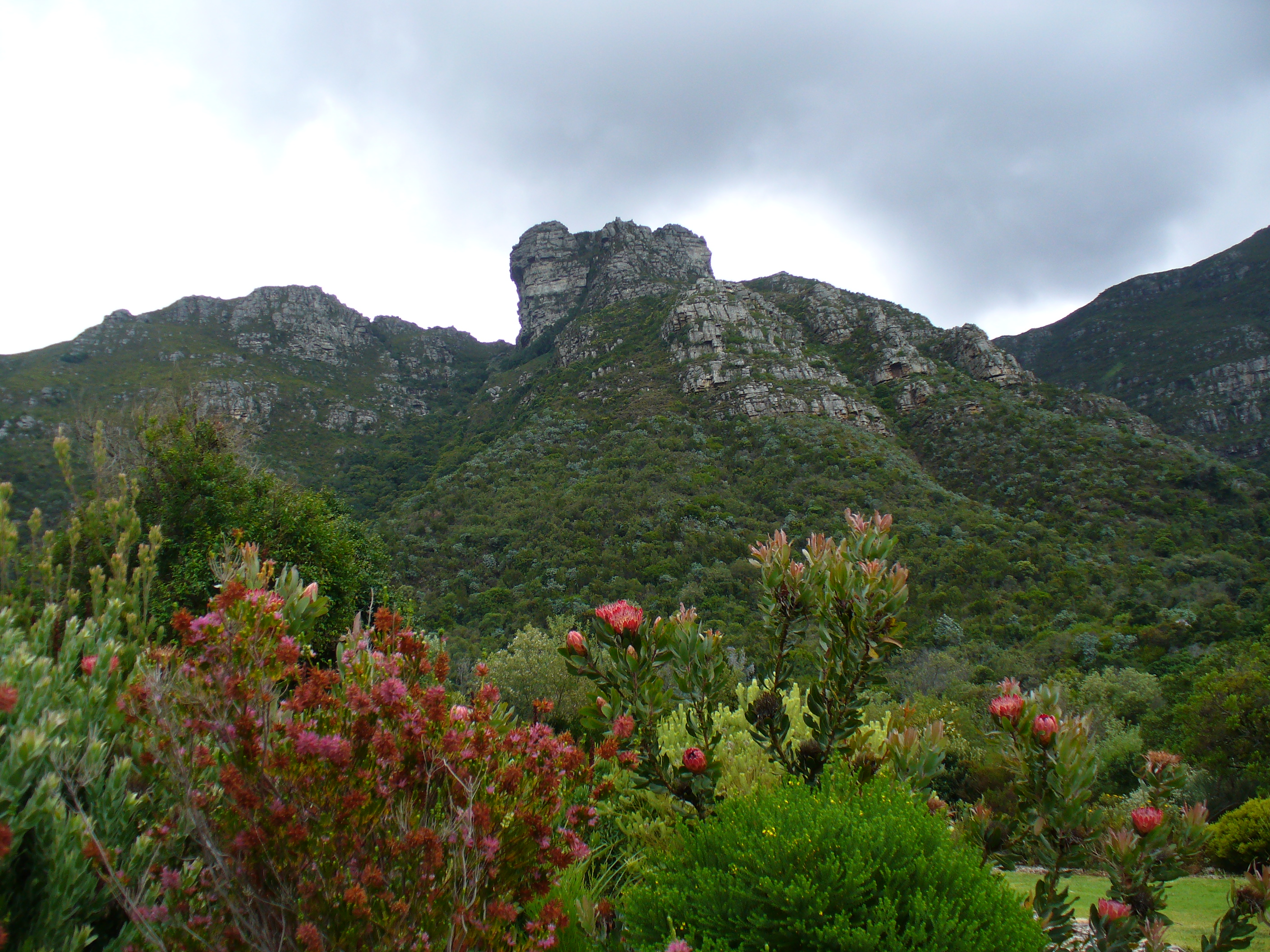
Vârful Castle Rock
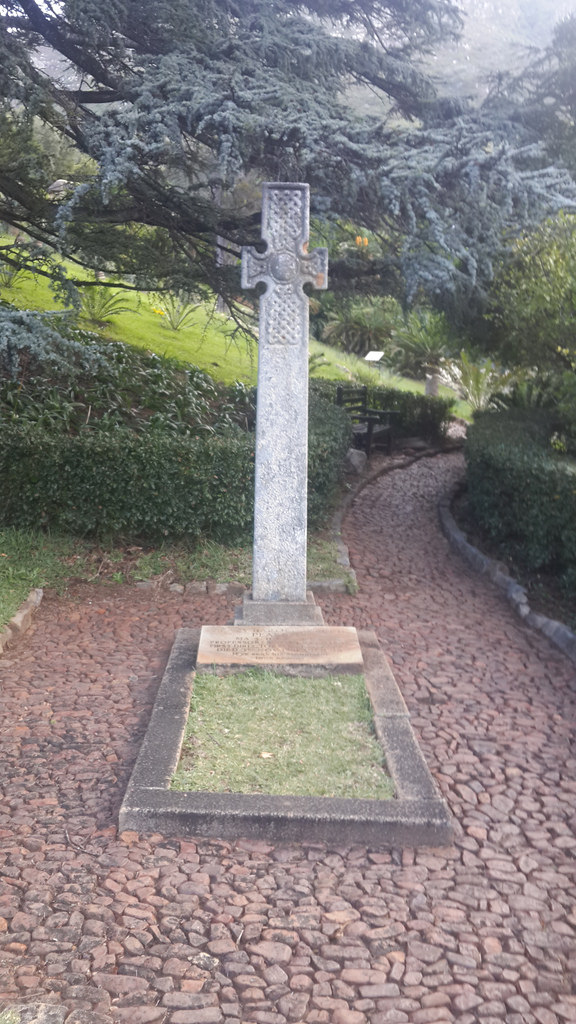
Mormântul lui Henry Pearson